# Jeanette Jacobsson
Jeanette Jacobsson, född Davidson, född 6 mars 1841 Stockholm, död 10 april 1907 Stockholm, var en svensk sångare (mezzosopran) och skådespelare.
Jacobsson studerade bland annat för Julius Günther och fullbordade sina sångstudier i Paris och Stockholm och var under flera år medlem i Harmoniska sällskapet. Hon var dotter till konditorn Wilhelm Davidson, grundare av Hasselbacken, Stockholm.
Hon utförde solopartiet i åtskilligt större musikverk såsom Joseph Haydns Årstiderna, Felix Mendelssohns Paulus och Athalie, Robert Schumanns Paradiset och Perin med flera. Hennes framgångar ledde henne till scenen, och i juni 1868 debuterade hon på Kungliga stora teatern som Julia i Charles Gounods Romeo och Julia. Debuten var synnerligen lyckad. Jacobsson lät därefter höra sig i flera andra framstående partier såsom Rachel i Judinnan, Katarina i Den förtrollade katten, Alice i Robert, Adriano Colonna i Eienzi, Lalla Rookh, Selika i Afrikanskan, Arlina i Zigenerskan och Leonora i Fidelio. Hon lämnade scenen 1871.
De egenskaper som utmärkte hennes verksamhet på scenen var ett av studier och musikalisk intelligens präglat föredrag i förening med ett spel, som redan från början röjde en lycklig uppfattningsförmåga, riktig takt och fin ton jämte ett fördelaktigt yttre. Efter sitt avsked från scenen ägnade sig Jacobsson åt sångundervisning. Musikaliska Akademien kallade henne till sin ledamot 1872.

## Galleri

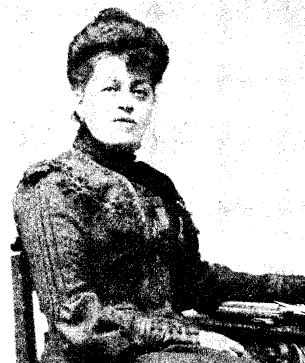
Jeanette Jacobsson.